# Агавовые
Ага́вовые (лат. Agavoideae) — подсемейство однодольных растений семейства Спаржевые (Asparagaceae). Ранее рассматривалось как отдельное семейство Agavaceae.
Представители подсемейства распространены по всему свету, но большей частью в тропиках и субтропиках Южной и Северной Америки, преимущественно в регионах с аридным климатом.

## Ботаническое описание
Представители подсемейства — деревья либо крупные корневищные травянистые растения. Древовидная форма агавовых, как и других древовидных спаржевых, обусловлена не первичным (как у голосеменных и двудольных), а вторичным ростом стебля. Листья собраны в розетки: у древесных видов — в верхушечные, у травянистых — в прикорневые. Листья жёсткие либо мясистые, на верхушке обычно колючие.
Цветки обоеполые, с простым трёхмерным околоцветником, собраны в крупные метельчатые соцветия. Формула цветка: {\displaystyle \ast P_{{3+3}\;or\;{(3+3)}}\;A_{3+3}\;G_{({\underline {3}})\;or\;({\overline {3}})}}.
Плод — обычно коробочка, изредка — ягода (у некоторых видов юкки)

## Использование
Листья и сердцевина растений некоторых видов агавы и юкки являются сырьём для получения сока, из которого производятся различные спиртные напитки: текила, пульке, пиво. Многие виды агавы — сырьё для получения волокна. Полиантес клубненосный (Polianthes tuberosa), более известный под названием тубероза, является одним из наиболее важных эфиромасличных растений в мировой флоре. Многие виды подсемейства — популярные декоративные растения.

## Роды
Подсемейство Агавовые включает 28 родов и около 550—600 видов.
- Agave L. — Агаваtypus
- Anemarrhena Bunge — Анемаррена
- Anthericum L. — Венечник
- Behnia Didr. — Бения
- Beschorneria Kunth — Бешорнерия
- Camassia Lindl. — Камассия
- Chlorogalum Kunth — Хлорогалум
- Chlorophytum Ker Gawl. — Хлорофитум
- Diamena Ravenna
- Diora Ravenna
- Echeandia Ortega — Эхеандия
- Eremocrinum M.E.Jones — Эремокринум
- Furcraea Vent. — Фуркрея
- Hagenbachia Nees & Mart. — Хагенбахия
- Hastingsia S.Watson — Хастингсия
- Herreria Ruiz & Pav. — Эррерия
- Herreriopsis H.Perrier — Эррериопсис
- Hesperaloe Engelm. — Геспералоэ
- Hesperocallis A.Gray — Гесперокаллис
- Hesperoyucca (Engelm.) Baker — Геспероюкка
- Hosta Tratt. — Хоста
- Leucocrinum Nutt. ex A.Gray — Леукокринум
- Manfreda Salisb. — Манфреда
- Paradisea Mazzuc. — Парадизея
- Polianthes L. — Полиантес
- Prochnyanthes S.Watson — Прохниантес
- Schoenolirion Torr. ex Durand — Схенолирион
- Yucca L. — Юкка